# Skodje
Skodje est une commune de Norvège. Elle se situe dans le comté de Møre og Romsdal.